# Sanéievka
Sanéievka (en rus: Санеевка) és un poble de la República de Mordòvia, a Rússia, segons el cens del 2010 tenia 43 habitants, pertany al municipi de Kozlovka.